# 卡利尼亚克
卡利尼亚克（法語：Calignac，法語發音：[kaliɲak]）是法国洛特-加龙省的一个市镇，属于内拉克区。

## 地理
卡利尼亚克（44°8'0"N, 0°24'54"E）面积18.38 平方千米，位于法国新阿基坦大区洛特-加龍省，该省份为法国西南部内陆省份，北起多爾多涅省，西接吉倫特省和朗德省，南至热尔省，东临塔恩-加龙省和洛特省。
与卡利尼亚克接壤的市镇（或旧市镇、城区）包括：欧维尼翁河畔蒙塔尼亚克、埃斯皮安、菲约、内拉克、索蒙。

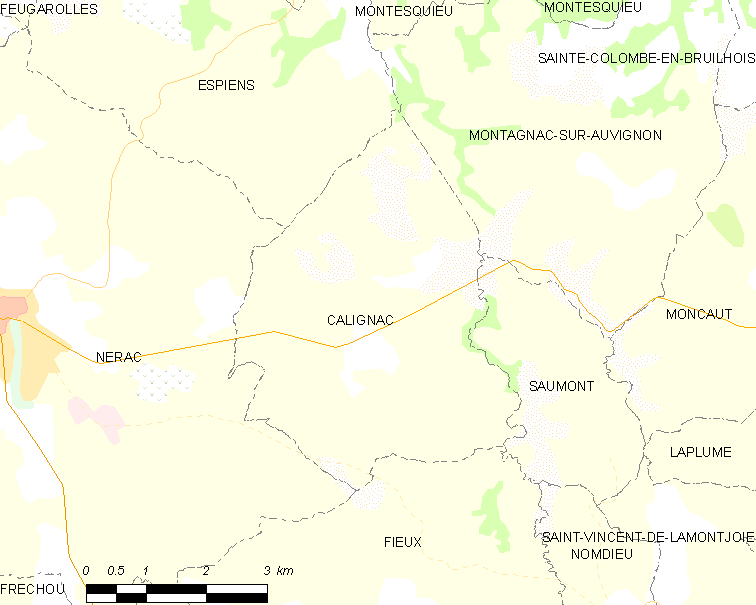
卡利尼亚克的OSM定位图

卡利尼亚克的时区为UTC+01:00、UTC+02:00（夏令时）。

## 行政
卡利尼亚克的邮政编码为47600，INSEE市镇编码为47045。

## 政治
卡利尼亚克所属的省级选区为阿尔布雷县。

## 人口

1962-2008年间卡利尼亚克人口变化图示

卡利尼亚克于2022年1月1日时的人口数量为489人。